# Советская набережная
Советская набережная — улица в Старой Руссе. Проходит через исторический центр города по левому берегу реки Полисть от Санкт-Петербургской улицы до железнодорожного моста.

## История
Этот берег реки, получивший название Красный берег, считался лучшим районом города и после восстановления города после грандиозного пожара 1763 года застраивался особняками наиболее состоятельных жителей города — богатых купцов. Здесь располаглась также уездная земская управа, императорский Путевой дворец, а также деревообрабатывающая фабрика акционерного общества «А. М. Лютер», лесопильный завод Де Бука. Была устроена пристань.
Берег был обсажен липами (в 1832—1834 гг. военным начальством устроен липовый бульвар, самый берег был укреплен плитою и залит известью), прогулки по берегу стали любимым времяпрепровождением местных жителей, до начала XX века вдоль набережной располагался городской сад.
У пересечения набережной с современной улицей Пролетарской Победы (бывшей Дворцовой) в начале XIX века был построен императорский путевой дворец. Здание дворца было перестроено из жилого дома коллежского советника Шмидта, выкупленного у того по повелению императора Николая I в январе 1830 году за 25 тысяч рублей ассигнациями. Тогда же был выкуплен за 300 рублей и соседний участок у мещанина Андрея Скопина, и на него был расширен прилегающий к дворцу сад.
Дворец в Старой Руссе посещали Великие князья Михаил Павлович (1836), Владимир Александрович (1865), Константин и Дмитрий Константиновичи и кратковременно — Константин Николаевич (1868), в 1883 г. — Владимир и Алексей Александровичи и Мария Павловна.
Историческая застройка пострадала в боях во время Великой Отечественной войны, после её окончания уцелели только фрагменты прежних построек, путевой дворец был разрушен. В частично восстановленных зданиях разместились районные и городские административные организации. Набережная получила новое название — Советская.
На Советской набережной находится здание городской администрации, ОАО «Старорусский хлеб», школа рабочей молодежи, библиотека-филиал им. В. И. Марченко, мастерские художников, значительный участок набережной реки Полисти занимают корпуса Старорусского завода химического машиностроения.

## Известные жители
И. М. Сомров (собственный дом, 9 июля 1823 года в нём останавливался император Александр I)

## Достопримечательности

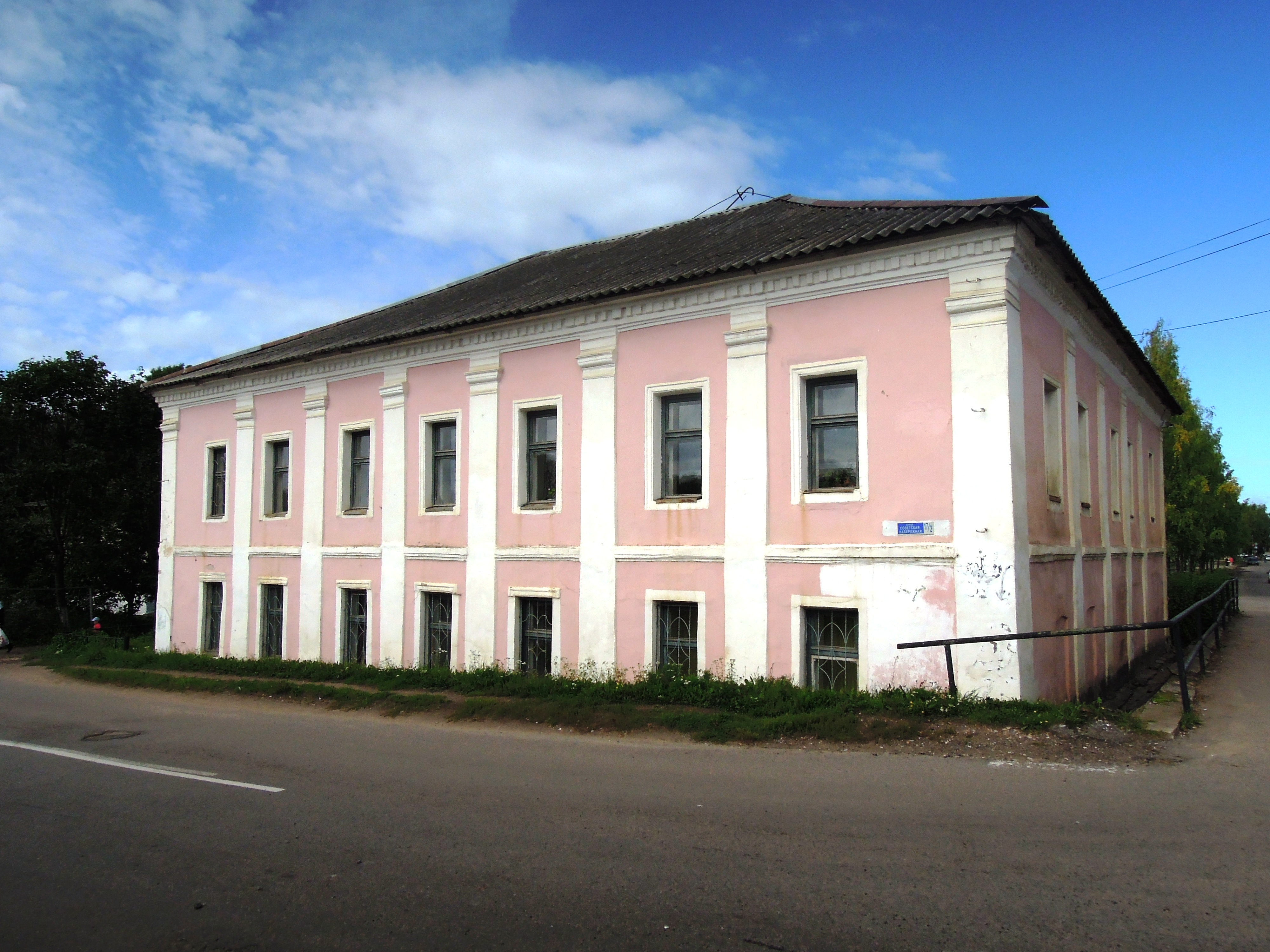
Дом Кузнецовой

- Путевой дворец (1830, не сохранился)
- д. 11 — бывший дом фон-дер-Вейде  памятник архитектуры
- д. 17 — бывший дом Кузнецовой  памятник архитектуры